# Trojanovo (Boergas)
Trojanovo (Bulgaars: Трояново) is een dorp in de Bulgaarse gemeente Kameno, oblast Boergas. Trojanovo ligt hemelsbreed 27 km ten noordwesten van de provinciehoofdstad Boergas en 312 km ten zuidoosten van Sofia.

## Bevolking
Op 31 december 2020 telde het dorp Trojanovo 1.020 inwoners. Het aantal inwoners vertoont al vele jaren een dalende trend: in 1946 had het dorp nog 2.152 inwoners.
| Bevolkingsontwikkeling tussen 1934 en 2020          |
| --------------------------------------------------- |
|                                                     |
| Bron: Nationaal Statistisch Instituut van Bulgarije |

In het dorp wonen grotendeels etnische Bulgaren. In de optionele volkstelling van 2011 identificeerden 601 van de 620 ondervraagden zichzelf als etnische Bulgaren, oftewel 96,9%. De overige inwoners waren vooral etnische Turken (18 personen).
| Etnische samenstelling van de respondenten (2011) | Etnische samenstelling van de respondenten (2011) | Etnische samenstelling van de respondenten (2011) | Etnische samenstelling van de respondenten (2011) | Etnische samenstelling van de respondenten (2011) |
| ------------------------------------------------- | ------------------------------------------------- | ------------------------------------------------- | ------------------------------------------------- | ------------------------------------------------- |
|                                                   |                                                   |                                                   |                                                   |                                                   |
| Bulgaren                                          | Bulgaren                                          |                                                   | 96,9%                                             | 96,9%                                             |
| Turken                                            | Turken                                            |                                                   | 2,9%                                              | 2,9%                                              |
| Roma                                              | Roma                                              |                                                   | 0,0%                                              | 0,0%                                              |
| Anders/Onbekend                                   | Anders/Onbekend                                   |                                                   | 0,2%                                              | 0,2%                                              |